# Andrej Česnokov
Andrej Eduardovič Česnokov (rusko Андре́й Эдуа́рдович Чесноко́в), ruski tenisač, * 2. februar 1966, Moskva, Sovjetska zveza.